# Bơi nghệ thuật tại Đại hội Thể thao châu Á 2006 – Đồng đội Nữ
Nội dung biểu diễn đồng đội nữ bộ môn bơi nghệ thuật tại Đại hội Thể thao châu Á 2006 ở Doha, được tổ chức vào ngày 9 tháng 12 tại Trung tâm thể thao dưới nước Hamad.

## Lịch thi đấu
Tất cả các giờ đều là Giờ chuẩn Ả Rập (UTC+03:00)
| Ngày                         | Giờ   | Nội dung          |
| ---------------------------- | ----- | ----------------- |
| Thứ Bảy, 9 tháng 12 năm 2006 | 10:00 | Technical routine |
| Thứ Bảy, 9 tháng 12 năm 2006 | 18:00 | Free routine      |

## Kết quả
Chú thích
- FR — Dự bị trong nội dung free
- RR — Dự bị trong nội dung technical và free
- TR — Dự bị trong nội dung technical

| Thứ hạng | Đội tuyển | Technical (50%) | Free (50%) | Tổng cộng |
| -------- | --- | --------------- | ---------- | --------- |
| 1        | Trung Quốc (CHN) · Gu Beibei · Jiang Tingting · Jiang Wenwen · Liu Ou (TR) · Sun Qiuting · Wang Na · Wu Yiwen (FR) · Zhang Xiaohuan · Zhu Zheng                                                                     | 48.000          | 48.584     | 96.584    |
| 2        | Nhật Bản (JPN) · Ai Aoki (TR) · Reiko Fujimori · Saho Harada (FR) · Hiromi Kobayashi · Erika Komura · Takako Konishi · Ayako Matsumura · Emiko Suzuki (RR) · Erina Suzuki · Masako Tachibana                        | 47.917          | 48.167     | 96.084    |
| 3        | CHDCND Triều Tiên (PRK) · Hwang Kum-song · Kim Ok-gyong · Kim Yong-mi · So Un-byol · Tokgo Pom · Wang Ok-gyong · Yun Hui                                                                                            | 42.750          | 43.750     | 86.500    |
| 4        | Kazakhstan (KAZ) · Sholpan Adilbayeva · Aigerim Issayeva · Ainur Kerey · Anna Kokareva (RR) · Anna Kulkina · Mariya Novikova (RR) · Arna Toktagan · Amina Yermakhanova · Zamira Zainitdinova · Aigerim Zhexembinova | 41.834          | 42.084     | 83.918    |
| 5        | Malaysia (MAS) · Katrina Abdul Hadi (FR) · Irene Chong (TR) · Zyanne Lee · Jillian Ng · Png Hui Chuen · Tan May Mei · Mandy Yeap (TR) · Yeo Pei Ling · Yshai Poo Voon (FR) · Yshai Poo Yee                          | 40.667          | 42.000     | 82.667    |
| 6        | Ma Cao (MAC) · Au Ieong Sin Ieng · Cheong Ka Ieng · Lok Ka Man · Sin Wan I · Tin Pek Han · Wong Cheng U · Wong I Teng                                                                                               | 37.500          | 38.000     | 75.500    |
| 7        | Sri Lanka (SRI) · Elisha Gomes · Shahili Gomes · Rovini Illukkumbura · Piyumi Katipearachchi · Lankatilaka Kithsiri · Salpadoru Perera (RR) · Deethri Samarajeewa · Gayani Warnapura · Hashani Warnapura            | 28.250          | 28.667     | 56.917    |